# Neues Schloss Waldthurn

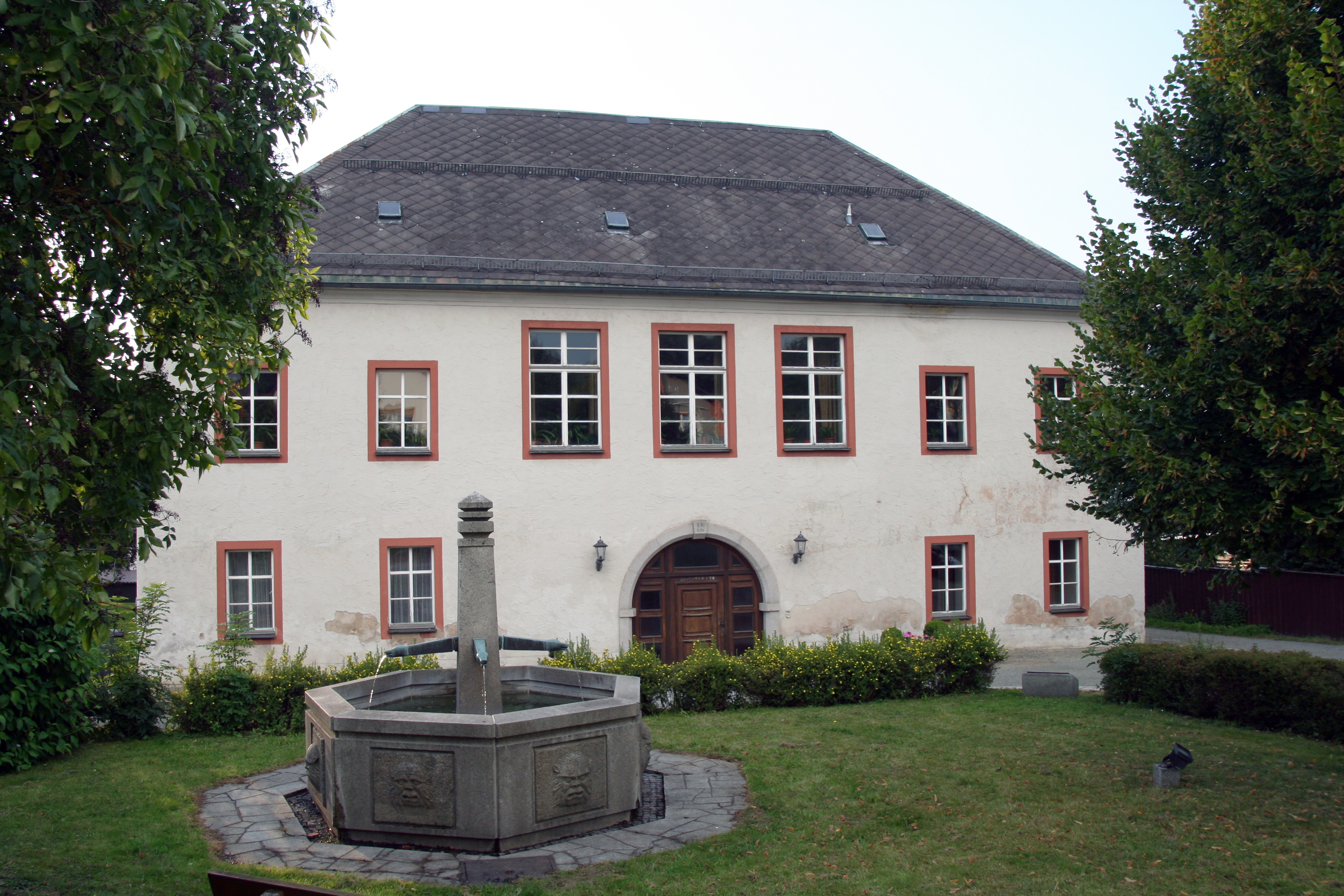
Neues Schloss Waldthurn

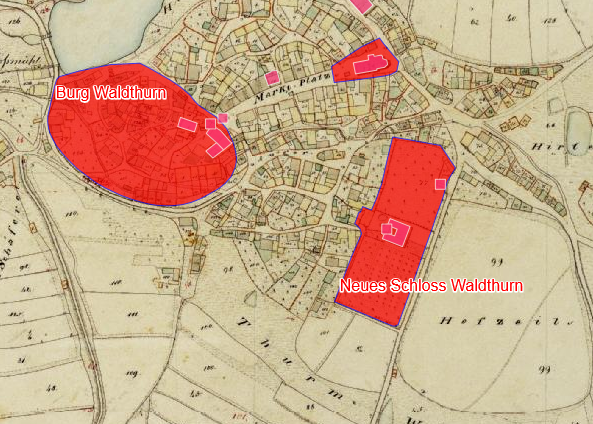
Lageplan von Burg Waldthurn und des Neuen Schlosses Waldthurn auf dem Urkataster von Bayern

Das Neue Schloss Waldthurn war eine Residenz in Waldthurn. Der denkmalgeschützte Bau (Denkmalliste Waldthurn, D-3-74-165-10) befindet sich in der Vohenstraußer Straße 14. Es ist unter der Aktennummer D-3-74-165-10 als Baudenkmal verzeichnet. „Archäologische Befunde der frühen Neuzeit im Bereich des ehem. Schlosses von Waldthurn“ werden zudem als Bodendenkmal unter der Aktennummer D-3-6339-0109 geführt.

## Geschichte
Am 16. Mai 1656 verkaufte Kaiser Ferdinand III. die Herrschaft Waldthurn an den Fürsten Wenzel von Lobkowitz. Seine Frau – die evangelische Wittelsbacherin Auguste Sophie von Pfalz-Sulzbach, Tochter des Pfalzgrafen und Herzogs August von Sulzbach – residierte in Neustadt an der Waldnaab, ließ aber als Sommerresidenz 1666/67 auf dem „Roten Garten“ in Waldthurn ein neues Schloss erbauen; Grundsteinlegung war am 22. Juli 1666. Für diesen Neubau wurden Steine und Fenstergitter des Alten Schlosses Waldthurn mitverwendet, was die Schlussstein-Steinmetzzeichen aus wesentlich früherer Zeit am Torportal der Hofraumseite erklärt. Dazu heißt es in einem Bericht des Oberamtsrates Christoph Philipp Zickhl vom 15. Juli 1667 an den Fürsten: „an dem neuen Gebäu zu Waldthurn ist der untere Stock von 28 Fenstern mit lauter Steinern Fensterstucken von dem alten Schloss wie auch die 2 Portal zusammen gebracht.“ Der quadratische und dreigeschossige Bau besaß eine Kantenlänge von 21,6 m und einen hohen dreigeteilten Dachaufbau.
Von Fürst Wenzel von Lobkowitz, der als Reichshofkriegsratspräsident im katholischen Wien lebte, hieß es, er kam einmal im Jahr zur Zeugung der Kinder nach Waldthurn oder nach Neustadt zu seiner Frau.
1807 verkaufte Fürst Franz Josef Maximilian von Lobkowitz die Herrschaft um 700.000 Gulden an das Königreich Bayern. Der ursprünglich dreigeschossige Bau wurde 1865 nach einem Brand in vereinfachter Form wiedererrichtet. Er diente als Sitz des Amtsrichters sowie als Wirtschafts- und Verwaltungsamt.

## Spätere Verwendung
1808 wurde das Schloss an den Stadtschreibersubstitut Herrmann Kaspar versteigert. 1839 folgte der Metzgermeister Georg Adam Müllhofer. 1860 war hier die Königliche Postexpedition eingerichtet. Ein Christoph Müllhofer wird als Posthalter und Metzger genannt, am 1. Januar 1880 erhielt er den Postexpeditionsdienst übertragen (ab 1898 Postagentur, ab 1. April 1939 Zweigpostamt bis 1949). Nach weiteren Besitzerwechseln betrieb hier der „Verein für ambulante Krankenpflege“ zwischen 1928 und 1964 ein Schwesternheim und einen Kindergarten.
Zurzeit (2019) dient das Schloss als Pfarrheim und der Gemeinde als Trauzimmer.

## Heutiges Aussehen
Das ehemalige Schloss ist heute eine zweigeschossige Dreiflügelanlage. Der Hauptflügel besitzt ein Walmdach und in der Mitte ein Rundbogentor. Die Hofmauer bildet nach Westen mit einem Rundbogentor den Abschluss des Ehrenhofes.
Vor dem Schloss wurde 1977 der sogenannte Lobkowitzbrunnen wiedererrichtet. Der Entwurf dafür wurde von dem Dombaumeister Richard Triebe gemacht, die Ausführung stammt von dem Neustädter Künstler Max Fischer. Dabei wurden aus früherer Zeit stammende reliefartige Löwenkopffragmente, die an das fürstliche Wappen der Familie Lobkowitz erinnern, verwendet. Der frühere Brunnen stammte von 1685 und war im südseitigen „Kuchl- und Blumengarten“ des Schlosses aufgestellt.

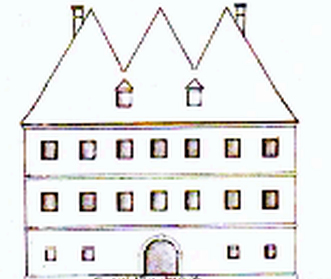
Ursprüngliches Aussehen des Neuen Schlosses von Waldthurn
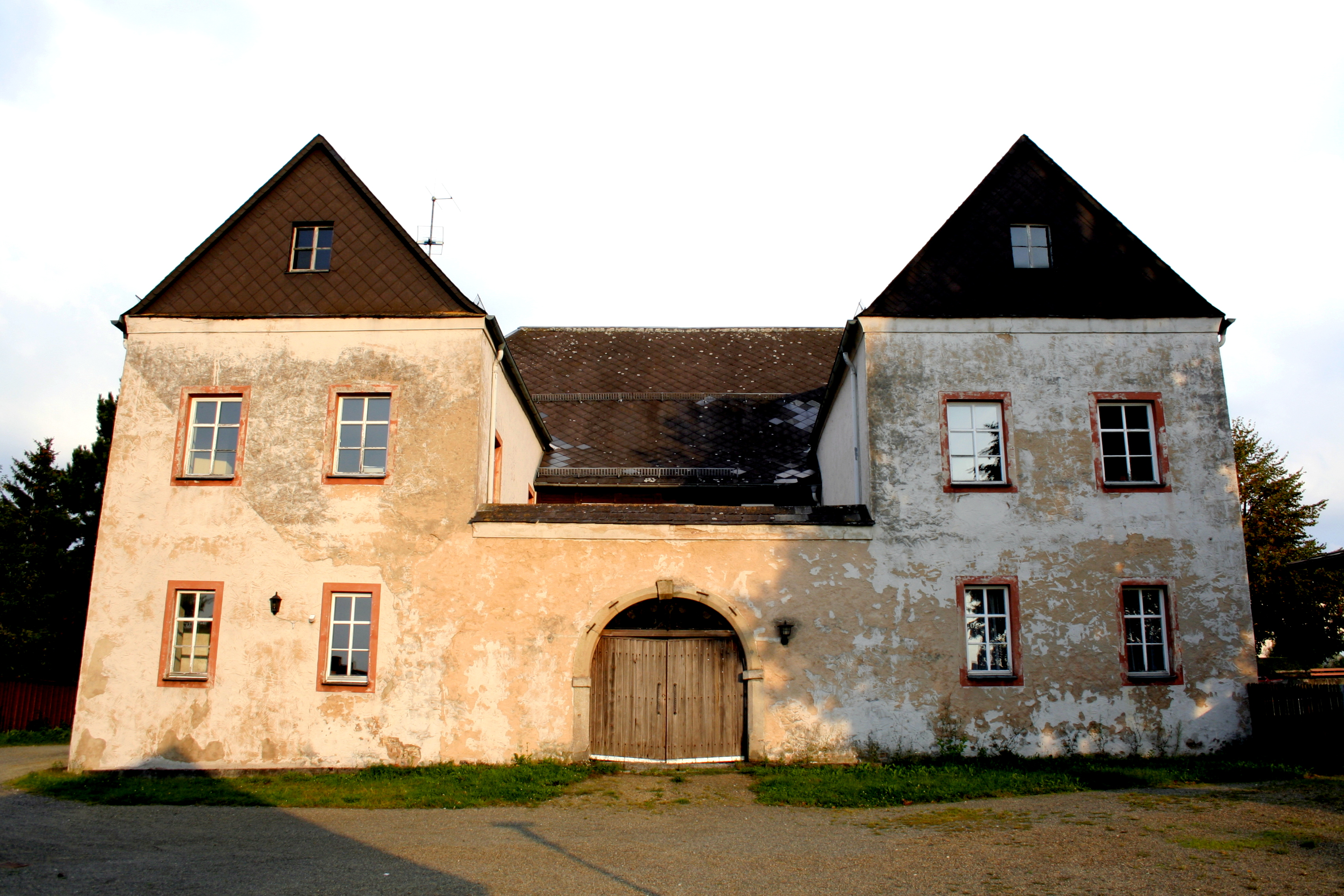
Rückseite von Schloss Waldthurn heute
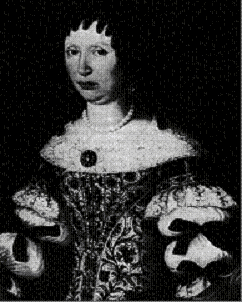
Pfalzgräfin Auguste Sophie von Sulzbach (1624–1682), Fürstin von Lobkowicz
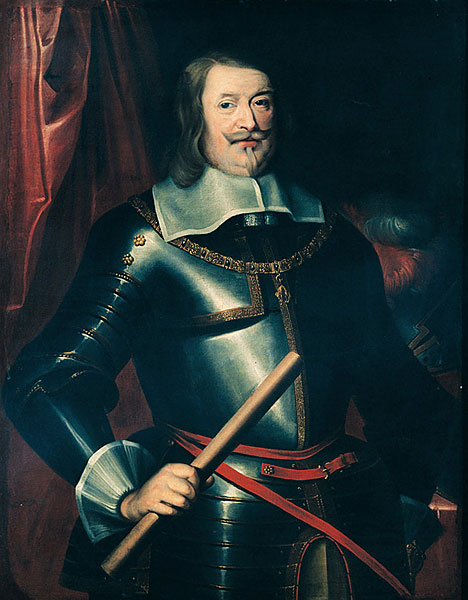
Fürst Wenzel Eusebius von Lobkowicz (1609–1677)